# Natuurpark Corralejo
Het Natuurpark Corralejo (Spaans: Parque natural de la Corona Forestal) is een natuurpark op  Fuerteventura (Canarische Eilanden) in Spanje. Het natuurpark werd opgericht in 1994 en is  2600 hectare groot. Het natuurpark omvat de duinen van Corralejo.